# Municipio de Grimstad
El municipio de Grimstad (en inglés, Grimstad Township) es un municipio ubicado en el condado de Roseau, Minnesota, Estados Unidos. Según el censo de 2020, tiene una población de 121 habitantes.
Abarca una zona exclusivamente rural.

## Geografía
Está ubicado en las coordenadas 48°40′22″N 95°47′58″O / 48.67278, -95.79944. Según la Oficina del Censo de los Estados Unidos, tiene una superficie total de 96.1 km², correspondientes en su totalidad a tierra firme.

## Demografía
Según el censo de 2020, hay 121 personas residiendo en la zona. La densidad de población es de 1.3 hab./km². El 99.17 % de los habitantes son blancos y el 0.83% es de otra raza. Del total de la población, el 0.83 % es hispano o latino.

## Gobierno
El municipio está gobernado por una junta de tres supervisores. Hay también un secretario (clerk) y un tesorero, electos por voto popular.